# Bella è la vita
Bella è la vita (in francese : Plus belle la vie) è una soap opera francese che va in onda dal 2004 su France 3. Racconta le vicende di un quartiere marsigliese.

## La soap in Italia
In Italia è stata trasmessa da Rete 4 a partire dal 7 luglio 2008. La soap è partita subito con un salto temporale: la rete non ha infatti mandato in onda le prime 50 puntate per far cominciare subito la storia con un colpo di scena. Tuttavia, la serie non ha riscontrato un buon seguito di pubblico, con uno share in media del 3,5/4%. Dal 23 luglio è stata anticipata alle ore 11.40, mentre dal 4 agosto è andata in onda nella prima mattina alle 7.40, con ascolti in media del 2%. Dal 1º settembre 2008 non compare più nel palinsesto di rete.